# The Bostonian Society
Die gemeinnützige Organisation The Bostonian Society hat ihren Sitz in Boston im Bundesstaat Massachusetts der Vereinigten Staaten. Sie wurde im Jahr 1881 gegründet, um zu verhindern, dass das 1713 errichtete Old State House „Stein für Stein abgetragen“ und in Chicago wieder aufgebaut wurde.

## Hintergrund
Mit dem Ziel, das historische Gebäude zu retten, vor dem das Massaker von Boston stattgefunden hatte und in dem die Unabhängigkeitserklärung der Vereinigten Staaten verlesen wurde, war diese Vereinigung von Bürgern „Bostons erste erfolgreiche Bewegung zur Bewahrung der Geschichte im Sinne der Denkmalpflege“.
Die Bostonian Society betreibt mehrere Programme zur Kinder-, Jugend- und Erwachsenenbildung und hat im gesamten Stadtgebiet an historisch bedeutsamen Orten Hinweisplaketten mit kurzen Erläuterungen installiert. Darüber hinaus kann das Old State House über die Society auch für Veranstaltungen wie beispielsweise Hochzeiten oder öffentliche Konzerte gebucht werden.

## Das Old State House

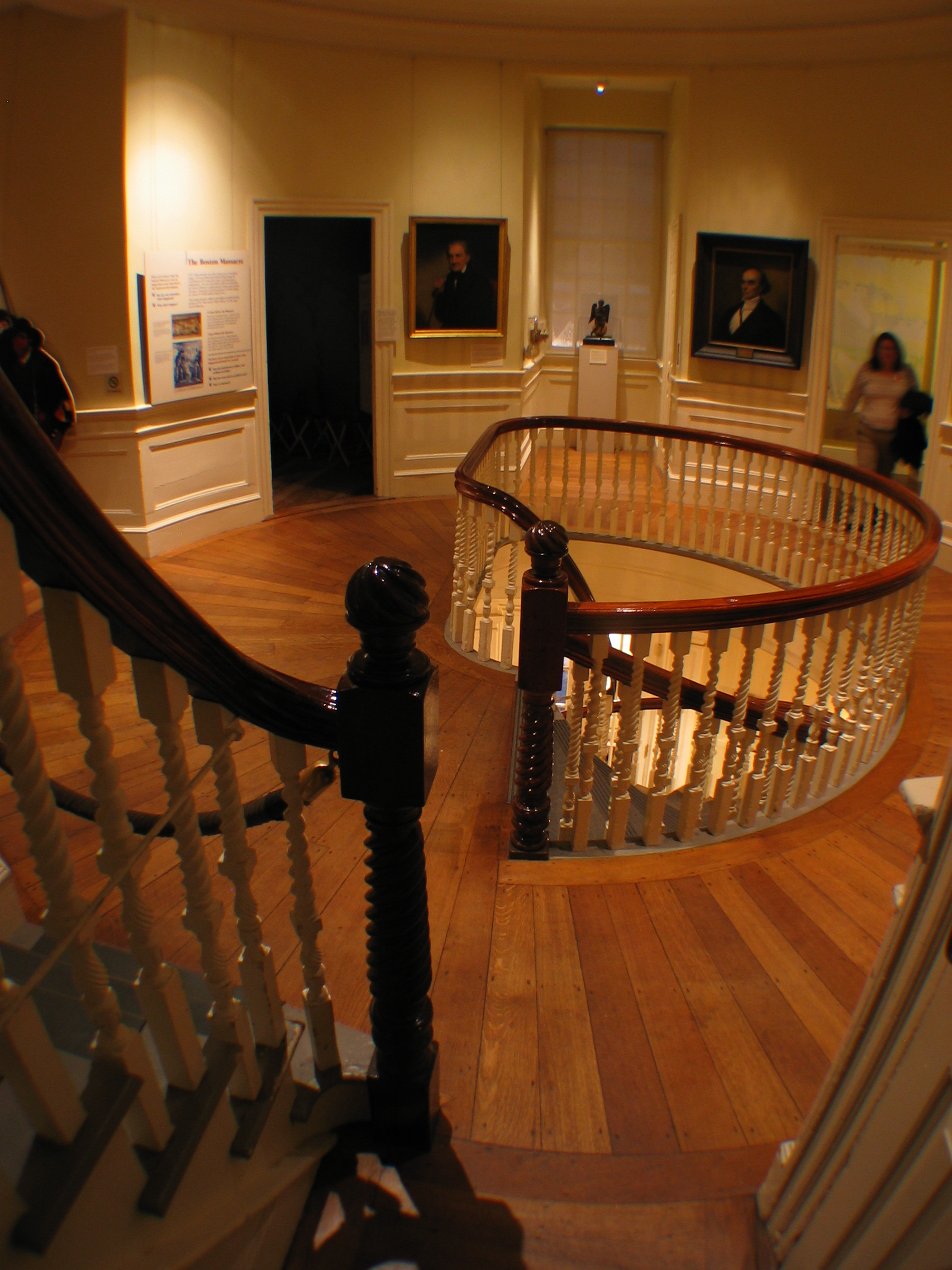
Die Bostonian Society betreibt innerhalb des Old State House ein Museum

Auch heute noch sind die Verwaltung und der Erhalt des Old State House – eines der zentralen Gebäude der Geschichte der Vereinigten Staaten sowie das älteste noch existierende öffentlich zugängliche Haus – die wichtigsten Aufgaben der Society. Das Bauwerk aus dem 18. Jahrhundert befindet sich über dem MBTA-U-Bahnhof State Street zwischen dem Stadtteil Downtown Crossing und der Boston South Station.

### Bibliothek
Das Gebäude befindet sich heute immer noch im Eigentum der Stadt Boston, weshalb die grundlegende Instandhaltung in die Zuständigkeit des National Park Service fällt. Der tägliche Betrieb liegt jedoch weiterhin in den Händen der Society, die dort ein Museum und auf der anderen Straßenseite eine wissenschaftliche Bibliothek eingerichtet hat. Zum Bestand gehören Aufzeichnungen, die bis in die 1630er Jahre der Massachusetts Bay Colony zurückreichen. Der Fundus umfasst insgesamt ca. 7.500 Bücher, 350 Landkarten, 30.000 Fotografien sowie weitere Quellen.

### Museum
Die Ausstellungsstücke im Museum legen den Schwerpunkt auf die Amerikanische Revolution und den Unabhängigkeitskrieg, die Stadtteile von Boston sowie auf ähnliche Themenstellungen von lokaler Bedeutung. Zu den zur Schau gestellten Artefakten zählen antike Gewehre und andere Waffen, alte nautische Instrumente aus der Epoche der Segelschiffe, Reproduktionen Londoner Zeitungen des 18. Jahrhunderts, in denen die Briten ihre Sichtweise des Unabhängigkeitskrieges schildern, sowie ein originaler Cartoon von Paul Revere, welcher der Society in den 1880er Jahren gespendet wurde. Außerdem ist ein Modell der Stadt zu sehen, wie sie während der Kolonialzeit aussah.

## Souvenirläden
Die Bostonian Society betreibt jeweils einen Souvenirladen in der Faneuil Hall und im Quincy Market. Dort können insbesondere Kinderbücher und Geschenke mit Bezug zur Bostoner Geschichte erworben werden.